# Астрагал шершавый
Астрагал шершавый (лат. Astragalus asper) — вид травянистых растений рода Астрагал (Astragalus) семейства Бобовые (Fabaceae).

## Распространение и экология
Европейский вид. В России: южные районы европейской части и Северного Кавказа (Предкавказье). Гелиофит, ксерофит, петрофит, кальцефит. Произрастает на крутых склонах южной экспозиции, в составе песчано-каменистых степей.

## Ботаническое описание
Многолетнее травянистое стержнекорневое растение высотой от 60 до 100 см. Растение сильно опушённое прижатыми волосками. Стебли прямостоячие, бороздчатые, более или менее жёсткие. Листья сложные из 7(8)—10 пар линейно-ланцетных или ланцетно-линейных, коротко заострённых листочков.
Соцветия — плотные колосовидные кисти с вверх торчащими, почти сидячими цветками; прицветники яйцевидно-ланцетные, заострённые, бело-черно-реснитчатые или только черно-реснитчатые. Чашечка трубчато-колокольчатая, с узколинейными зубцами, которые в 1—2,5 раза короче трубки. Венчики бледно-жёлтые, обычно с серным оттенком, 16—18 мм длиной. Бобы линейно-ланцетные, сидячие, вверх торчащие, прижатые к оси соцветия, прижатоволосистые, двугнёздные.
Цветёт в мае—июне, плодоносит в июле—августе. Размножается семенами.